# La città delle donne
La città delle donne is een film uit 1980 van de Italiaanse regisseur Federico Fellini.

## Verhaal
Snàporaz maakt een treinreis. Hij raakt in gesprek met een onbekende vrouw die even later uitstapt als de trein plotseling halt houdt. Snàporaz volgt de vrouw en komt in een groot huis terecht waar vrouwen een soort congres houden. Geïntrigeerd dwaalt hij rond in een smeltkroes van vrouwelijke (feministische) archetypes, en als zogezegde ontsnapping rijdt hij mee met een bizarre vrouw die hem probeert te verkrachten in een tuinkast/serre. Haar moeder onderbreekt het gebeuren, en Snàporaz komt terecht bij een aantal jongeren die lusteloos en op technomuziek rondrijden in auto's. Ook hen verlaat hij, en te midden van zijn verontwaardiging belandt hij bij ene Xavier Katzone (Italiaans slang voor penis). Die blijkt een soort megalomane macho te zijn, vereenzaamd in zijn illusie van alfaman, omringd door allerlei erotische voorwerpen. Toevallig geeft Katzone een decadent feest ter ere van zijn 10.000ste verovering. Tot zijn ontzetting loopt ook de vrouw van Snàporaz (Anna Prucnal) daar rond. Hoewel hij hoopt in bed te belanden met enkele schaars geklede danseresjes, eindigt hij in bed met zijn vrouw. Ze eist zijn liefde en overgave, maar de echtgenoot in hem wil wegvluchten - en als geroepen vindt hij een glijbaan onder het bed. Die daalt hij af en passeert allerlei archetypische vrouwenfiguren uit zijn jeugd. Tot hij aan het einde van de rit in een beestenwagen met stro valt. Daar wacht hem een kille berechting van zijn 'man zijn' door de feministes die ook aanwezig waren op het congres en die de hond van Katzone tijdens het feest doodschoten.
Snàporaz vlucht een touwladder op, wat leidt naar een luchtballon in de vorm van zijn droomvrouw. Die wordt echter neergeschoten door een militante feministe.
Wanneer hij neerstort, ontwaakt hij uit een droom. Hij zit nog altijd op de trein. Of toch niet? Want zijn bril is gebroken, en hij wordt omringd door personages uit zijn 'droom'.

## Rolverdeling
| Acteur               | Personage          |
| -------------------- | ------------------ |
| Marcello Mastroianni | Snàporaz           |
| Anna Prucnal         | Elena              |
| Bernice Stegers      | vrouw in trein     |
| Donatella Damiani    | Donatella          |
| Jole Silvani         | motorfietser       |
| Ettore Manni         | dr. Xavier Katzone |
| Fiammetta Baralla    | Onlio              |
| Sylvie Meyer         | feministe          |
| Hélène Calzarelli    | feministe          |
| Stéphane Emilfork    | feminist           |